# Fire Pro Wrestling 2
Fire Pro Wrestling 2 est un jeu vidéo de catch développé par Spike et édité par Bam! Entertainment, sorti en 2002 sur Game Boy Advance. Il fait suite à Fire Pro Wrestling.

## Accueil
- GameSpot : 8,3/10[1]